# Avinguda de Maisonnave
L'avinguda de Maisonnave és el carrer més comercial i bulliciós del centre d'Alacant (País Valencià). L'avinguda es perllonga des de la plaça de Calvo Sotelo fins a la glorieta de l'Estrela, i compta amb nombrosos locals comercials, grans magatzems i franquícies internacionals que s'estenen pels seus carrers limítrofs.

## Denominació
L'avinguda deu el seu nom a Eleuterio Maisonnave, alcalde del primer ajuntament democràtic de la ciutat.
Es tracta d'una via de fins a quatre carrils, dos amb direcció a la glorieta de l'Estrela (tres en alguns trams) i un carril bus en sentit contrari. Disposa d'àmplies voreres amb grans portatestos en els quals hi ha plantats arbres de fulla ampla. També hi ha bancs per asseure's en alguns punts i uns tests amb plantes pengen dels fanals. Un aparcament subterrani travessa tota l'avinguda.
És una avinguda eminentment comercial. Compta amb comerços de diversos grups empresarials (com Inditex o Cortefiel entre uns altres), dos edificis d'El Corte Inglés (un en cada extrem del carrer), bancs i locals de tapes. Un estudi realitzat en 2006 per una consultora immobiliària la considerava com la sisena avinguda comercial més cara d'Espanya, amb un preu per metre quadrat de 1440 euros. S'ha considerat la seua conversió en zona per a vianants en alguna ocasió.